# Henryk Glass
Henryk Glass, ps. „Chudy Wilk”, „Mieczysław Wolski”, „Martel” (ur. 19 maja 1896 w Dąbrowie Górniczej, zm. 14 stycznia 1984 w Londynie) – harcmistrz Rzeczypospolitej, jeden z współtwórców harcerstwa polskiego, związany z nurtem katolicko-narodowym, organizator i wiceprzewodniczący Porozumienia Antykomunistycznego, oficer ZWZ/AK, organizator i kierownik Wydziału „W” w Społecznym Komitecie Antykomunistycznym „Antyk”.

## Życiorys

### Młodzieńcze lata, udział w powstaniu polskiego harcerstwa na Ukrainie naddnieprzańskiej
Był synem Karola, dyrektora fabryki mechanicznej i Zofii z Carneeyów. Uczył się w Kijowie w gimnazjum św. Katarzyny, gdzie działał w kółkach samokształceniowych młodzieży polskiej oraz kierował jednym z ogniw tajnej Korporacji Uczniowskiej, skupiającej starszych uczniów gimnazjów kijowskich. Należał do tajnego Zetu i Polskiego Towarzystwa Gimnastycznego (tajnego „Sokoła”). Z ramienia Korporacji był delegatem do Komendy Skautowej, dzięki której 15 lutego 1915 wstąpił do tajnego Harcerstwa Polskiego. Jesienią 1915 rozpoczął naukę w Kijowskim Instytucie Handlowym, wraz z którym został ewakuowany do Saratowa, gdzie wśród uchodźców utworzył z polskiej młodzieży dwie drużyny harcerskie (męską i żeńską) i objął samodzielnie komendę hufca harcerskiego. Współpracował z POW (Polską Organizacją Wojskową), zimą 1915/1916 ukończył w Saratowie szkołę podoficerską, lecz odmówił wstąpienia w szeregi POW motywując to jej lewicowym charakterem. Pod koniec 1916 objął komendę II Kijowskiej Drużyny Harcerskiej. W grudniu 1916 został przybocznym Naczelnika Harcerstwa Polskiego Stanisława Sedlaczka, sekretarzem Naczelnictwa, a następnie od 20 stycznia 1917 powołany do jego składu jako członek sztabu skautowego. Po rewolucji lutowej 1917 Harcerstwo Polskie weszło w okres działalności jawnej. Glass po ukończeniu kursu w majątku Kiń Grust pod Kijowem (16 maja – 6 czerwca 1917) został mianowany instruktorem.

### Działalność harcerska i wojskowa
W lipcu 1917 zgłosił się ochotniczo do I Korpusu Polskiego gen. J. Dowbora-Muśnickiego w Mińsku Litewskim i został przydzielony do kompanii inżynieryjnej 1 Dywizji Strzelców Polskich. We wrześniu 1917 został oddelegowany do nauki w Mikołajewskiej Szkole Artylerii w Kijowie. W listopadzie 1917 powrócił do I Korpusu Polskiego, skąd został ponownie oddelegowany do zajętego przez bolszewików Kijowa, aby prowadzić werbunek do wojska polskiego wśród miejscowej młodzieży i polskich junkrów rosyjskich szkół wojskowych. W kwietniu 1918, po przybyciu do miejsca postoju I Korpusu Polskiego w Bobrujsku, zastał jednostkę w trakcie rozbrajania przez oddziały niemieckie. Zdecydował się powrócić do Kijowa i uczestniczyć w pracy harcerskiej.
W 1917 został szefem Sztabu Skautowego, między czerwcem a sierpniem 1918 był członkiem kierownictwa Kursu Instruktorskiego Naczelnictwa pod Kijowem, prowadził wykłady i zajęcia.
Na początku listopada 1918 został delegatem na zjazd harcerstwa w Lublinie, na którym zapadła decyzja o zawiązaniu Związku Harcerstwa Polskiego (ZHP). Kontynuował naukę w Kijowskim Instytucie Handlowym, zdając egzamin dyplomowy na wiosnę 1919. Równolegle nadal kierował 2 Kijowską Drużyną Harcerską. Nawiązał współpracę ze strukturami POW i polskim wywiadem wojskowym, tworzył własną harcerska siatkę informatorów, którzy dostarczali mu informacje o poczynaniach władz bolszewickich. 19 stycznia 1919 mianowany p.o. Naczelnika tajnego Harcerstwa Polskiego na Rusi i w Rosji.
W czerwcu 1919 Czeka rozszyfrowała osobę Glassa, jako organizatora i przywódcę harcerstwa, organizacji uznanej przez bolszewików za ruch „burżuazyjny i antyrewolucyjny”. Zaocznie wydano na niego wyrok śmierci. Ostrzeżony przed aresztowaniem przez jednego ze swoich informatorów, Glass uciekł z Kijowa. Po trwającej miesiąc wędrówce w przebraniu bolszewickiego żołnierza przez Homel i Łuniniec przedostał się na polską stronę frontu. Po złożeniu raportu (lipiec 1919) w Biurze Wywiadowczym II Oddziału Sztabu Głównego WP został przydzielony do pracy w tym biurze jako ochotnik. W sierpniu 1919 wszedł w skład Naczelnej Rady Harcerskiej, kierował Wydziałem Wschodnim w Kwaterze Głównej ZHP koordynującym prace wywiadowcze w 17 ośrodkach harcerskich na Ukrainie. W październiku 1919 podjął się ochotniczo misji dotarcia do Kijowa, nawiązania łączności z tamtejszą strukturą POW i dostarczenia jej niezbędnych do działalności wywiadowczej środków finansowych. Glass przedostał się do Kijowa przez Rumunię i Odessę w pociągu misji Polskiego Czerwonego Krzyża. W chaosie odwrotu białej armii i walk z bandami zrewoltowanego chłopstwa Glass brał udział w akcji ratowania setek Polaków, głównie rodzin ziemiańskich i inteligencji kresowej, i ich ewakuacji do Polski.
W czasie wojny polsko-bolszewickiej w 1920 jako oficer pracował w wywiadzie, latem 1920 dowodził harcerską grupą dywersyjną działającą na tyłach Armii Czerwonej. Zwolniony z wojska w październiku 1920 w celu kontynuowania studiów wyższych w Wyższej Szkole Handlowej w Warszawie, specjalizując się w ekonomii politycznej oraz Państwowy Kurs Wychowania Fizycznego.

### W wolnej Polsce
24 października 1925 wziął ślub z Feliksą (Elą) Grabską, córką polityka Narodowej Demokracji Stanisława Grabskiego, harcerką z drużyny Olgi Małkowskiej we Lwowie, sanitariuszką w czasie obrony Lwowa w 1918 i wojnie 1920 roku. Miał z nią czworo dzieci (m.in. Andrzej Glass). Nie przerwał działalności harcerskiej. W latach 1921–1924 był Naczelnikiem Głównej Kwatery Męskiej ZHP. W 1927 otrzymał najwyższy stopień harcerski – harcmistrza Rzeczypospolitej. Należał do grupy instruktorów harcerskich o poglądach katolicko-narodowych, był autorem wielu książek poświęconych metodyce pracy harcerskiej i tradycjom ruchu – Książeczka Harcerza (Warszawa 1921; współautor: Henryk Glass), Gawędy z drużynowym (Warszawa 1923), Harcerstwo jako czynnik odrodzenia narodowego (Warszawa 1924), Harcerstwo a polityka (Poznań 1929).
Członek Wydziału Księgarskiego Towarzystwa Polskiej Macierzy Szkolnej w 1935.

### Działalność w Porozumieniu Antykomunistycznym
Przeżycia w Rosji bolszewickiej spowodowały, że Glass w swej działalności harcerskiej skupił się na przeciwdziałaniu propagandzie szerzonej wśród młodzieży przez organizacje lewicowe i komunistyczne. W 1921 w Głównej Kwaterze Harcerzy założył i kierował Wydziałem Wschodnim, opiekującym się harcerzami powracającym z Rosji. W tym okresie wśród instruktorów harcerskich, którzy widzieli i przeżyli rewolucję, powstał projekt założenia organizacji poświęconej badaniom naukowym nad komunizmem. Organizacja rozpoczęła działalność w 1925 pod nazwą Porozumienie Antykomunistyczne. Glass był jednym z jego organizatorów, wiceprzewodniczącym w okresie 1925–1939, autorem statutu i redaktorem wszystkich wydawnictw Porozumienia Antykomunistycznego. Porozumienie było inicjatywą niezależną, miało charakter bezpartyjny, nie występowało o dotacje państwowe, nie przyjmowano żadnych darowizn finansowych, jeżeli ofiarodawca uzależniał je od stawianych przez siebie warunków. Porozumienie Antykomunistyczne miało charakter zamkniętego środowiska z bardzo staranną selekcją nowych kandydatów. Celami statutowymi było skupienie różnego rodzaju organizacji (społecznych, sportowych, zawodowych i gospodarczych) i skoordynowanie ich działalności w celu przeciwdziałania szerzonej w Polsce propagandzie rewolucji społecznej.
Organem Porozumienia Antykomunistycznego był redagowany przez Glassa miesięcznik „Bój z bolszewizmem”, który wychodził w latach 1927–1931 w nakładzie 3 tys. egz. W latach 1932–1936 wydawanie pisma wstrzymano z powodu braku funduszy, lecz wznowiono je w 1937–1939 pod zmienionym tytułem: „Prawda o komunizmie – Biuletyn Informacyjny”. Działalność propagandową prowadzono w ramach wydawnictwa „Dobra Prasa”, które wydawało duże nakłady popularnych broszur, plakatów, ulotek. Autorem szeregu broszur antybolszewickich był także Glass – m.in. Zamach bolszewizmu na młodzież. Dokumenty (Warszawa 1927), Obrona Polski przed bolszewizmem Płock–Warszawa 1927), Ofensywa gospodarcza sowietów (Warszawa 1931), Uwagi o rewolucji komunistycznej (Warszawa 1931). Władze sowieckie doceniły aktywność Glassa na niwie walki z komunizmem i podjęły próbę zgładzenia go. W 1929 Glass otrzymał paczkę z ładunkiem wybuchowym, który miał eksplodować podczas otwierania. Glass zorientował się, że paczka jest podejrzana i przekazał ją policji, która sprawdziła jej zawartość.
Zasadniczym celem działalności Porozumienia Antykomunistycznego było zdobywanie informacji o ruchu komunistycznym w Polsce, oraz działaniach i planach Związku Sowieckiego, w czym niejednokrotnie odnoszono spore sukcesy. Porozumienie Antykomunistyczne było profesjonalną organizacją o charakterze wywiadowczym.
Jako jeden z kierowników „Porozumienia Antykomunistycznego” Glass blisko współpracował z Kościołem katolickim. Wśród osób, z którymi utrzymywał bliskie kontakty, byli: ks. kard. August Hlond, ks. biskup Stanisław Adamski, ks. Szwejnic i późniejszy prymas Polski ks. Stefan Wyszyński. Dobrze układała się współpraca z władzami państwowymi, zwłaszcza z Ministerstwem Spraw Wewnętrznych (przekazywano „Porozumieniu Antykomunistycznemu” skonfiskowane przez policję nielegalne druki komunistyczne), Ministerstwem Spraw Zagranicznych (dostarczano „Porozumieniu Antykomunistycznemu” dokumenty sowieckie przez placówki dyplomatyczne na terenie ZSRR) oraz Ministerstwem Spraw Wojskowych. „Porozumienie Antykomunistyczne” prowadziło działalność także na arenie międzynarodowej, współpracując bezpośrednio z wieloma organizacjami o charakterze antykomunistycznym w Europie i USA.

### Działalność konspiracyjna podczas II wojny światowej
Oprócz działalności w harcerstwie Glass był oficerem rezerwy Wojska Polskiego. W 1925 po ćwiczeniach rezerwy otrzymał stopień podporucznika artylerii, a w 1937 awansował na porucznika. W latach 1929–1937 odbył 5 razy ćwiczenia rezerwy. W sierpniu 1939 nie został zmobilizowany do wojska, mimo że jego przydziałem był referat sowiecki w Naczelnym Dowództwie. Po ewakuacji mężczyzn z Warszawy dotarł do Lublina, gdzie otrzymał dowództwo oddziału złożonego z rozbitków z 14 pułku artylerii lekkiej. Otoczony przez oddziały niemieckie pod Kamionką Strumiłłową dostał się do niewoli. Zbiegł w czasie transportu do obozu jenieckiego.
W październiku 1939 powrócił do Warszawy i włączył się do działalności konspiracyjnej. Wraz ze Stanisławem Sedlaczkiem i Witoldem Sawickim uczestniczył w powoływaniu podziemnej organizacji Harcerstwo Polskie (Hufce Polskie). Wszedł w skład Rady Naczelnej HP. W listopadzie 1939 wstąpił do Związku Walki Zbrojnej (ZWZ), skierowany do Oddziału II z zadaniem utworzenia Grupy A (wywiadu antykomunistycznego oznaczonego później Wywiad W – „Wytwórnia”) i objęcia jego dowództwa. Działalność Glassa sprowadzała się do prowadzenia wywiadu politycznego i wojskowego. Wiadomości o charakterze wojskowym przekazywano do Oddziału II KG ZWZ/AK, polityczne do Delegatury Rządu na Kraj. Blisko współpracował z podziemiem narodowym, zwłaszcza z Narodowymi Siłami Zbrojnymi (NSZ). Wspólnie z NSZ wydawał od marca 1943 miesięczny biuletyn poświęcony zwalczaniu podziemia komunistycznego „Agencja A”. Podziemie komunistyczne przygotowało zamach na Glassa, który udaremniła jego ochrona. Glass wszedł w skład Społecznego Komitetu Antykomunistycznego utworzonego z inicjatywy Delegata Rządu na Kraj we wrześniu 1943. Działalność SKA ograniczała się do wydawania oświadczeń i odezw przeciwko działalności agentury komunistycznej w postaci Polskiej Partii Robotniczej i Krajowej Rady Narodowej. Mimo wysiłków Glassa członkowie SKA nie zgadzali się na zastosowanie skutecznych środków walki jak np. fizycznej likwidacji przywódców podziemia komunistycznego przez grupy egzekucyjne AK. Postawiony przez Glassa wniosek w tej sprawie na jednym z pierwszych spotkań SKA został odrzucony. 
Brał udział w powstaniu warszawskim, walcząc na Starym Mieście w szeregach Brygady Dyspozycyjnej Zmotoryzowanej NSZ/AK. W ostatnich dniach września 1944 otrzymał awans do stopnia kapitana. Za zasługi w czasie powstania został odznaczony Krzyżem Virtuti Militari V kl. i Złotym Krzyżem Zasługi. Po kapitulacji Warszawy zbiegł z obozu w Ursusie i odtworzył w Krakowie Grupę „W”. Po wejściu wojsk sowieckich współpracował z organizacją NIE. Po aresztowaniu 16 przywódców Polski Podziemnej zerwał kontakt z organizacjami poakowskimi, utrzymując stałą łączność z Dowództwem Naczelnego Wodza w Londynie. Był poszukiwany przez NKWD i UB. Uniknął aresztowania, wyjeżdżając latem 1945 na Zachód.

### Na obczyźnie
Zamieszkał w Wielkiej Brytanii pod przybranym nazwiskiem Stanisław Jankowski. 11 czerwca 1952 został zweryfikowany i zdemobilizowany w stopniu majora. W latach 1946–1948 prowadził badania nad komunizmem dla Sociological Center (Study Group of Contemporary Affairs), publikował wiele artykułów w języku polskim i angielskim. W 1957 uzyskał dyplom w London School of Economics i przez 3 lata prowadził własną firmę. Następnie pracował jako księgowy. W 1966 przeszedł na emeryturę.
Na wychodźstwie pozostał czynny w działalności harcerskiej, która absorbowała go nieprzerwanie od 1945 do śmierci. Pracował w Harcerskiej Komisji Historycznej, która opracowała Historię Harcerstwa. W 1973 wydał podręcznik harcerski Życie radosne, a w 1979 W pracy i w walce – 16 życiorysów wybitnych Polaków XX w. Był członkiem Związku Pisarzy Polskich na Obczyźnie. Uzyskał tytuł magistra nauk politycznych na Polskim Uniwersytecie na Obczyźnie (PUNO), a w 1980 doktorat nauk politycznych za pracę Historia Porozumienia Antykomunistycznego w Polsce, wydaną w 1980 pt. Metody ekspansji komunizmu. Wszystkie jego utwory objęte były w 1951 zapisem cenzury w Polsce, podlegały natychmiastowemu wycofaniu z bibliotek.
Zmarł w wieku 87 lat i został pochowany na cmentarzu w Gunnersbury w Londynie.
Prochy jego i jego żony sprowadzono do kraju w 2006 i złożono na warszawskich Powązkach do grobu rodzinnego.

## Życie prywatne
Żonaty od 1925 z Feliksą z. d Grabska. Mieli czworo dzieci, m.in. syna Andrzeja, konstruktora lotniczego, historyka, i harcmistrza.

## Upamiętnienie
Rozkazem z dnia 5 października 2008 Henryk Glass został patronem Mazowieckiego Hufca Harcerzy Kresy Związku Harcerstwa Rzeczypospolitej.

## Książki Henryka Glassa
- Gawędy z drużynowym: zbiór rad i wskazówek dla instruktorów harcerskich, Warszawa 1923 (II wydanie Główna Kwatera Harcerzy, 1966 Londyn, Veritas).
- Harcerstwo a polityka, Poznań 1929.
- Harcerstwo jako czynnik odrodzenia narodowego, Warszawa 1924.
- Książeczka harcerza, wydanie I opracowane z T. Sopoćką, Kijów 1917; wydanie II Warszawa 1921.
- Na szlaku Chudego Wilka ISBN 83-910308-7-3.
- Zamach bolszewizmu na młodzież: dokumenty, Warszawa Płock, „Dobra Prasa”, 1927.
- Metody ekspansji komunizmu: dzieje ukształtowania systemu w latach 1919-1939 pod pseudonimem Stanisław Jankowski, Londyn 1982.
- Komunizm a dziecko, prawda o losie dzieci w ustroju komunistycznym, Płock-Warszawa 1928.
- Obrona Polski przed Bolszewizmem, Płock-Warszawa 1927.
- Sowiety wobec paktu Kelloga, Warszawa 1929.
- Rola kontrjaczejek w walce z akcją wywrotową komunistów, Warszawa 1929.
- Ofensywa gospodarcza sowietów, Warszawa 1931.
- Uwagi o rewolucji komunistycznej, Warszawa 1931.
- Walka z bolszewizmem. Miesięcznik : wszechstronny informator antykomunistyczny Pod redakcją tom I rocznik 1927, tom II rocznik 1928,  tom III rocznik 1929, tom IV rocznik 1930, tom V rocznik 1931.

## Odznaczenia
- Krzyż Srebrny Orderu Virtuti Militari nr 13085 (rozk. 512/BP 02.10.1944)[4]
- Krzyż Kawalerski Orderu Odrodzenia Polski[6]
- Krzyż Niepodległości[7][6]
- Złoty Krzyż Zasługi z Mieczami[6]
- Krzyż Armii Krajowej[6]